# Wee Kim Wee
Pour les articles homonymes, voir Kim et Wee.
 (octobre 2021).
Si vous disposez d'ouvrages ou d'articles de référence ou si vous connaissez des sites web de qualité traitant du thème abordé ici, merci de compléter l'article en donnant les références utiles à sa vérifiabilité et en les liant à la section « Notes et références ».
Wee Kim Wee (chinois simplifié : 黄金辉), né le 4 novembre 1915 à Singapour et mort le 2 mai 2005 dans la même ville, est un homme politique et journaliste singapourien. Il est le 4e président de la république de Singapour du 2 septembre 1985 au 1er septembre 1993.

## Biographie
Wee Kim Wee est né le 4 novembre 1915 à Singapour à l'époque des Établissements des détroits. Engagé à titre de reporter pour The Straits Times en 1930, il exerce cette profession jusqu'en 1973 pour amorcer une carrière de diplomate. Il représente d'abord son pays comme haut-commissaire en Malaisie jusqu'en 1980, date à laquelle il est nommé ambassadeur au Japon, puis en Corée du Sud l'année suivante. Il occupe ces deux dernières fonctions jusqu'en 1984.
Le 1er septembre 1985, il est élu président de la République par le Parlement et entre en fonction le lendemain. Réélu en septembre 1989 pour un second mandat de quatre ans, il choisit de ne pas se présenter aux élections de 1993, les premières soumises au vote populaire, et quitte la présidence le 1er septembre 1993, quand Ong Teng Cheong lui succède.
Durant son deuxième mandat, en 1991, le Parlement vote un amendement constitutionnel afin que la fonction de président de la République soit élue par scrutin direct et obtienne de nouveaux pouvoirs en matière économique, notamment celui d'approuver ou encore d'apposer son veto sur toute transaction, emprunt, garantie ou prêt décidé par un gouvernement en lien avec les réserves monétaires accumulées par un gouvernement antérieur. Les contre-pouvoirs du président à l'égard du gouvernement s'étendent également relativement à la sécurité intérieure, l'application des lois visant l'harmonie entre les diverses confessions du pays et l'investigation des cas de corruption. 
Le 2 mai 2005, à l'âge de 89 ans, il décède d'un cancer de la prostate dans sa maison de Siglap Plain.